# Latastia ornata
Latastia ornata là một loài thằn lằn trong họ Lacertidae. Loài này được Monard mô tả khoa học đầu tiên năm 1940.